# Agylla bipars
Agylla bipars là một loài bướm đêm thuộc phân họ Arctiinae, họ Erebidae.